# Rue Boucicaut
La rue Boucicaut est un axe de communication de Fontenay-aux-Roses dans les Hauts-de-Seine.

## Situation et accès

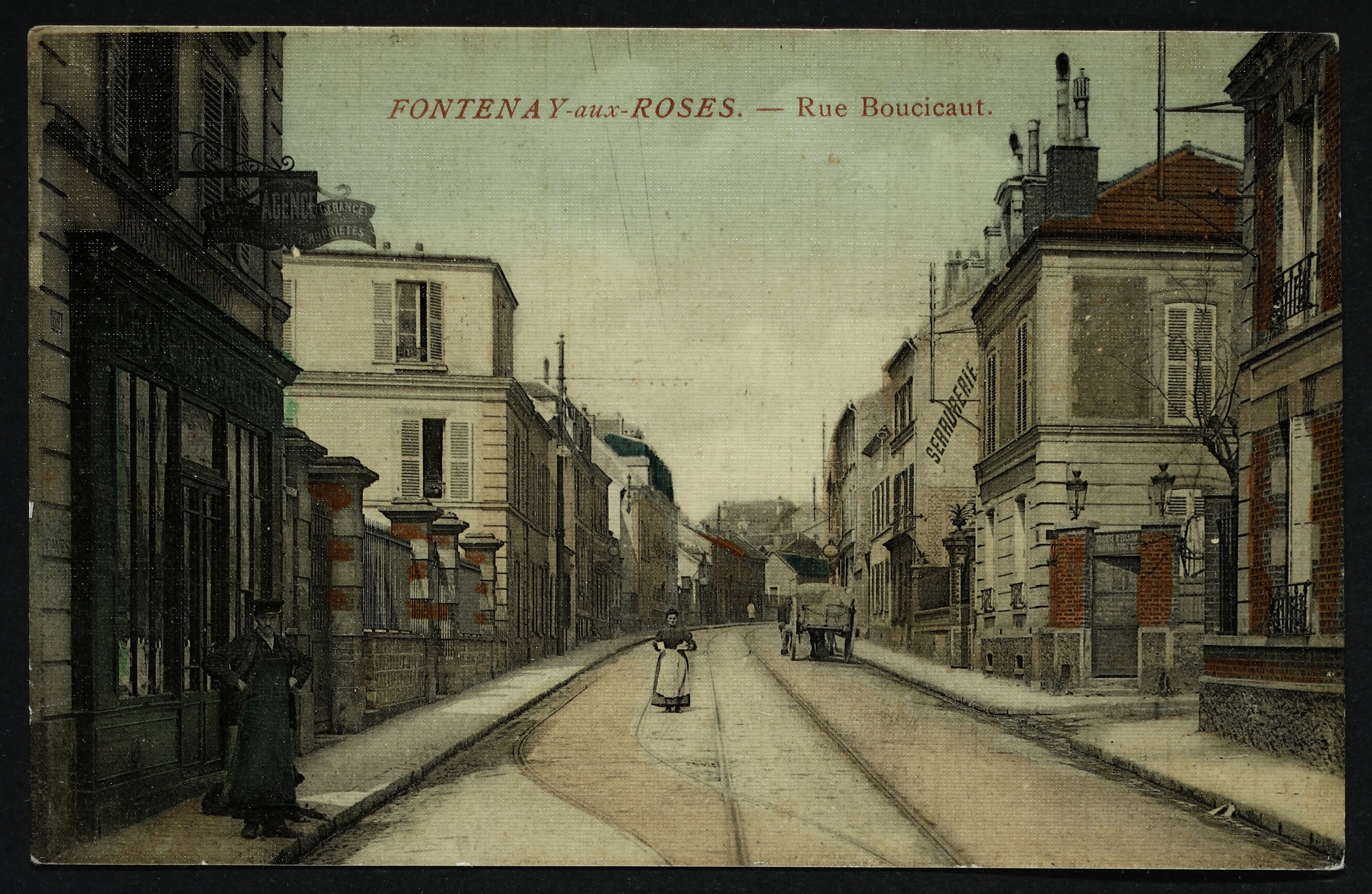
Carte postale colorisée, vers 1900.

Cette voie entame son tracé à la limite de Châtillon, et se dirige vers le sud.
Elle rencontre notamment l'avenue du Général-Leclerc et la rue Ledru-Rollin à la place de la Cavée.
À cet endroit, elle bifurque vers le sud-est, rejoint la rue Jean-Jaurès ô ce ui était autrefois la place de Trémemont et se termine au croisement de la promenade départementale des Vallons-de-la-Bièvre dans l'axe de la rue des Bénards à Bagneux.

## Origine du nom

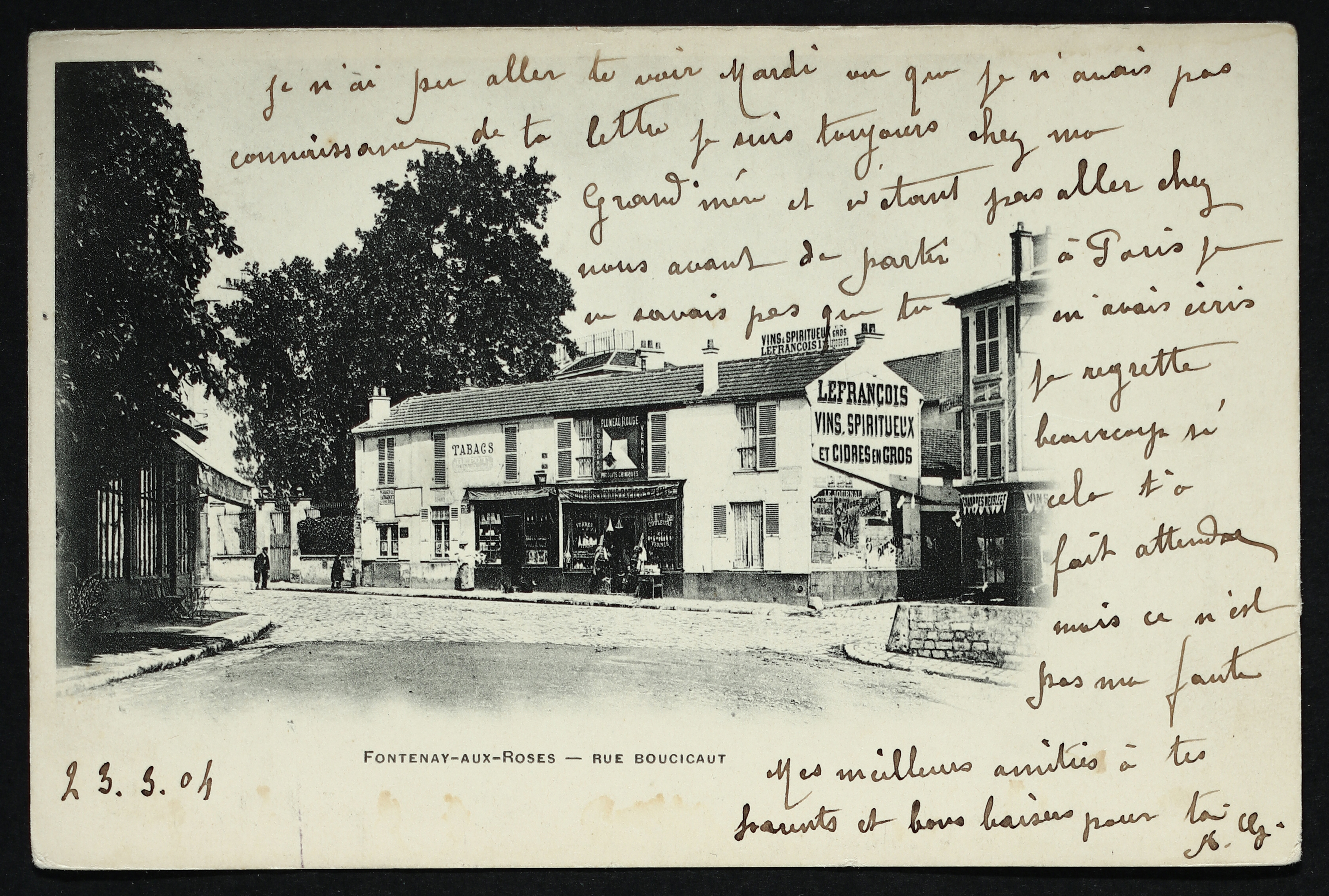
Carte postale de la rue en 1904.

La rue Boucicaut, dont le tracé complexe témoigne de l'ancienneté, était autrefois appelée Grande Rue. Elle a été renommée avant 1915, en hommage à Aristide Boucicaut, entrepreneur et homme d'affaires français.

## Historique

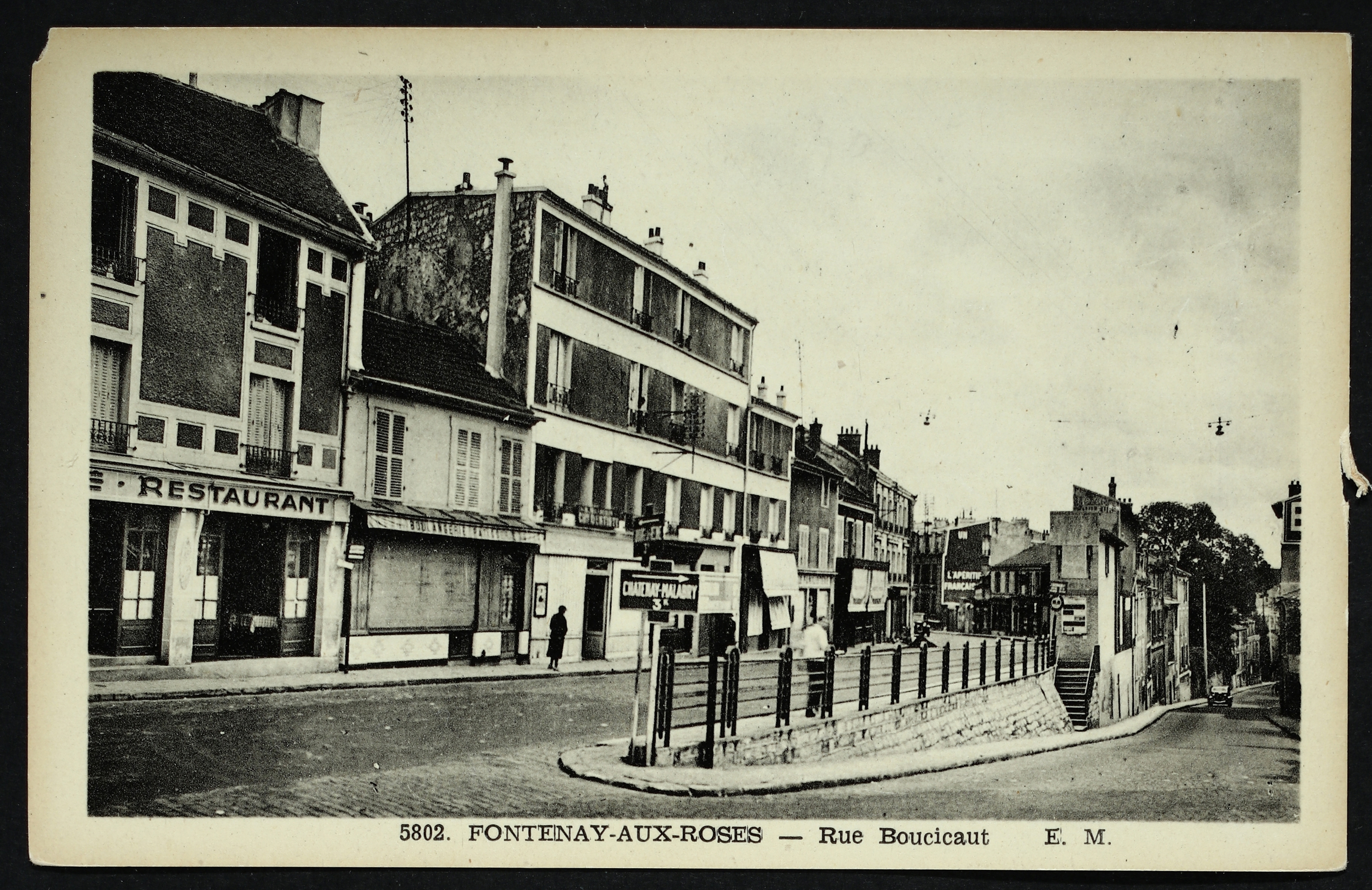
La rue Boucicaut vers 1900.

La Grande-Rue apparaît sur le plan de l'abbé Delagrive en 1740, comme une voie déjà importante.
Dans la nouvelle La rue de Diane à Fontenay-aux-Roses extraite du recueil Les Mille et Un Fantômes paru en 1849, Alexandre Dumas décrit succinctement la géographie de la ville:

« Je suivais un mur qui me paraissait clore une assez belle propriété, lorsque, en arrivant à l'endroit où la rue de Diane s'embranche avec la Grande-Rue, je vis venir à moi, du côté de l'église, un homme d'un aspect si étrange, que je m'arrêtai, et qu'instinctivement j'armai les deux coups de mon fusil, mû que j'étais par le simple sentiment de la conservation personnelle. »

Le 6 mai 1972 vers 21 heures, un effondrement de terrain se produisit devant l'église. Le trou, mesurant quinze mètres de long, sur huit mètres de large et quatre mètres de profondeur se produisit au démarrage d'une camionnette, laquelle fut précipitée au fond. La cause, jamais totalement éclaircie, pourrait en être un aqueduc souterrain.
Cette rue a été représentée sur une toile de Fernand Combes.

## Bâtiments remarquables et lieux de mémoire

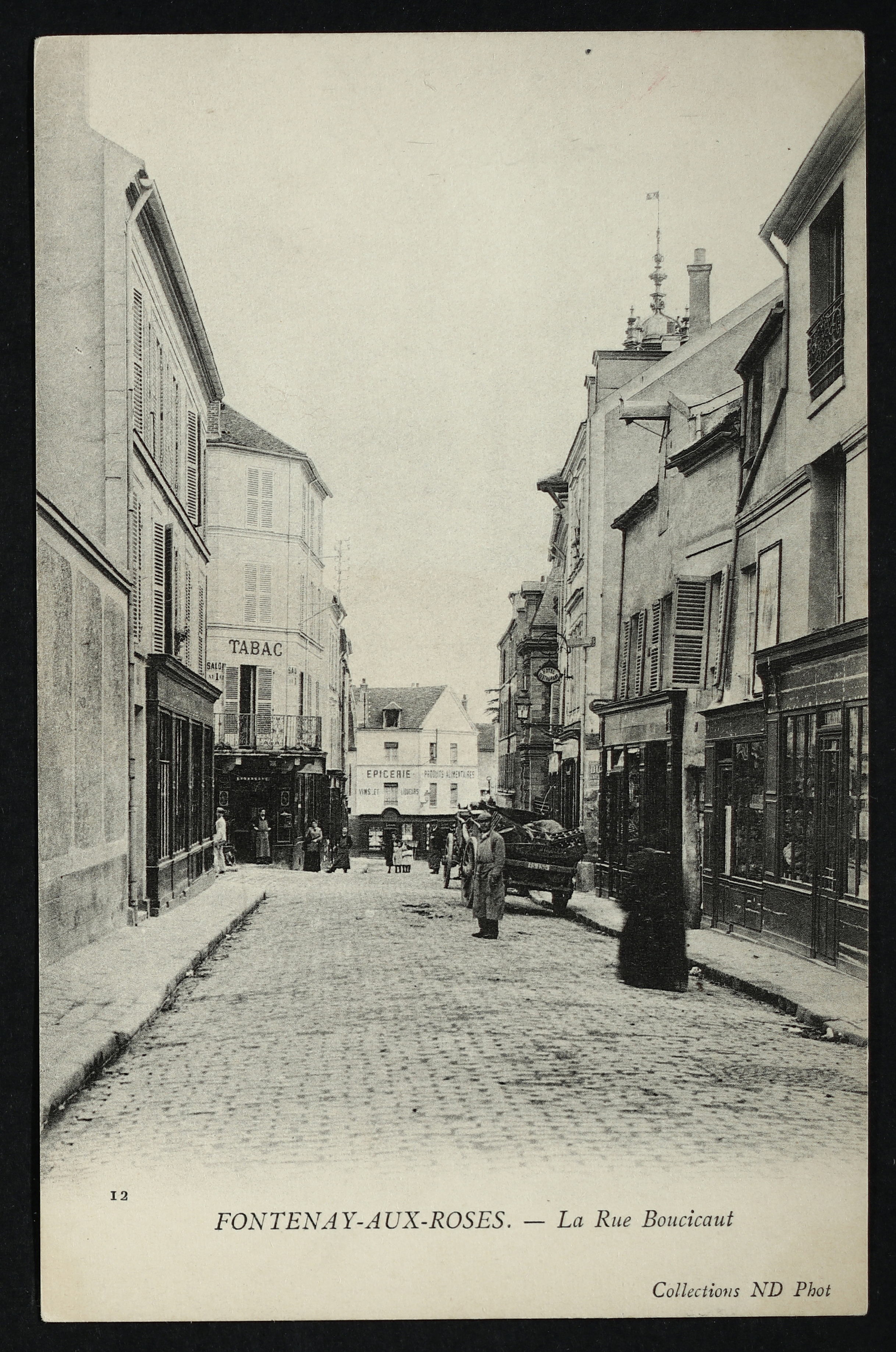
Carte postale de la rue Boucicaut.

- Le peintre Pierre Laprade habitait au no 7.
- Ancienne maison du chirurgien Antoine Petit au no 53[9]. Cet édifice a été remplacé par un immeuble d'habitation[10].
- L'historien Ferdinand Lot y demeura.
- Au no 35, emplacement de l'ancien Château Boucicaut, détruit en 1954[11].
- Monument au général De Gaulle, face à l'hôtel de ville de Fontenay-aux-Roses.
- Square Georges-Pompidou.
- Au no 98, un immeuble recensé dans l'inventaire général du patrimoine culturel sous la référence IA00119094[12].
- La comédienne Augustine-Suzanne Brohan a vécu au no 97[13].
- Église Saint-Pierre-et-Saint-Paul.